# Nitokra dubia
Nitokra dubia is een eenoogkreeftjessoort uit de familie van de Ameiridae. De wetenschappelijke naam van de soort werd in 1927 voor het eerst geldig gepubliceerd door Georg Ossian Sars.